# 城关镇 (太和县)
城关镇，是中华人民共和国安徽省阜阳市太和县下辖的一个乡镇级行政单位。

## 行政区划
城关镇下辖以下地区：
关北社区、东大街社区、人民路社区、南大街社区、育贤街社区、西大街社区、连桥街社区、北大街社区、团结路社区、刘元社区、桥北社区、桥西社区、镜湖社区、城南社区、复兴路社区、椿樱社区、水上社区、新陈寨村、颖南村、祥和路村、中原路村、金张村、吴营村和陶桥村。